# 渡邊恵太
渡邊 恵太（わたなべ けいた、1981年 - ）は、日本の工学者、実業家。シードルインタラクションデザイン株式会社代表取締役社長。明治大学総合数理学部准教授。東京都出身。

## 略歴
- 2004年 慶應義塾大学 環境情報学部 卒業
- 2004年 慶應義塾大学 大学院 政策・メディア研究科 修士課程 入学
- 2006年 慶應義塾大学 大学院 政策・メディア研究科 博士課程 入学
- 2007年 独立行政法人 産業技術総合研究所 招聘研究員(1年間）
- 2007年 独立行政法人 学術振興会 特別研究員
- 2009年 慶應義塾大学大学院 政策・メディア研究科 博士課程 単位取得退学
- 2009年 慶應義塾大学 SFC研究所 上席所員（訪問）
- 2009年 早稲田大学 博士キャリアセンター実践的博士人材養成プログラム実践的博士研修生
- 2009年 博士号学位（政策・メディア）取得
- 2009年 JST ERATO 五十嵐デザインインタフェースプロジェクト 研究補助員
- 2010年 JST ERATO 五十嵐デザインインタフェースプロジェクト 研究員
- 2011年 東京芸術大学 非常勤講師 兼任 (〜2012.3)
- 2013年 明治大学 総合数理学部 先端メディアサイエンス学科 専任講師 (〜2016.3)
- 2014年 シードルインタラクションデザイン株式会社創業
- 2016年 明治大学 総合数理学部 先端メディアサイエンス学科 准教授

## 著書
- 『融けるデザイン　ハード×ソフト×ネット時代の新たな設計論』（ビー・エヌ・エヌ新社、2015年）
- 『UI GRAPHICS －世界の成功事例から学ぶ、スマホ以降のインターフェイスデザイン』（共著、ビー・エヌ・エヌ新社、2015年）
- 『消極性デザイン宣言』（共著、ビー・エヌ・エヌ新社、2016年）